# Kazimir Malevič
Kazimir Severinovič Malevič ( polsky Kazimierz Malewicz, [kazɪˈmɪr sɛʋɛˈrɪnoʋɪtʃ mɑˈlɛʋɪtʃ], ukrajinština a ruština Малевич Казимир Северинович, běloruština Казімер Севярынавіч Малевіч), (23. únor (gregoriánský kalendář) /11. únor (juliánský kalendář) 1879 Kyjev – 15. května 1935 Leningrad) byl ruský malíř a teoretik umění polské národnosti  , průkopník geometrického abstraktního umění a zakladatel avantgardního hnutí suprematismu. Byl běloruského a polského původu.

## Život

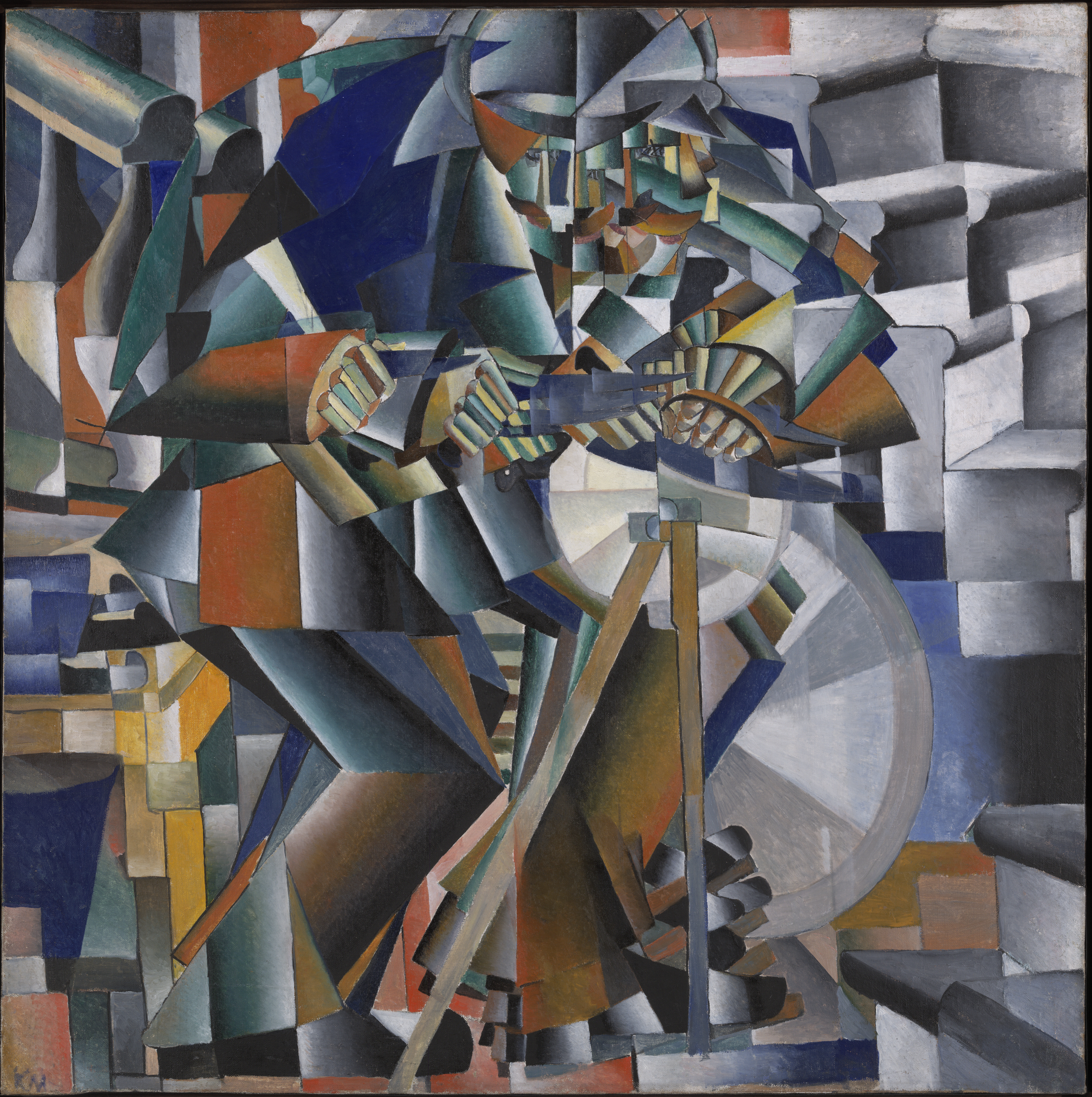
Brusič nože, 1912–1913, New Haven, Yale University Art Gallery. Příklad kubofuturistického obrazu

Narodil se v Kyjevě v tehdejším Ruském impériu polským rodičům, měl běloruské kořeny po otci. Jeho otec byl technický zaměstnanec cukrovaru. V roce 1896 se rodina přestěhovala do Kurska. V té době začal Malevič malovat. Aby si vydělal na pobyt v Moskvě, pracoval jako technický kreslič na dráze Kursk–Moskva. Roku 1901 si vzal za manželku Polku Kazimiru Zgleits. Roku 1904 přijel do Moskvy a následujícího roku zde začal studovat na Škole malby, sochařství a architektury. Během návštěv u rodičů v Kursku maloval v plenéru obrazy ovlivněné impresionisty. V roce 1906 zahájil soukromé studium v ateliéru F. I. Rerverga (poruštěná forma příjmení Roehrberg). Poprvé představil své obrazy veřejnosti v roce 1907 v rámci 14. výstavy Moskevské společnosti umělců, kam patřili mj. Natalia Gončarovová a Vasilij Kandinskij. S Moskevskou společností umělců spolupracoval i v dalších letech, 1908 s ní vystavil Tři studie k fresce. Roku 1909 se oženil podruhé, tentokrát s dcerou psychiatra Sofií Rafalovičovou. Malevič se v roce 1910 zúčastnil také prvního výstavního projektu skupiny ruských primitivistů a následovníků Paula Cézanna, kteří si říkali Kárový kluk. Roku 1911 začíná jeho neoprimitivistické období, obrazy vytvořené v tomto duchu vystavil v témže roce na Prvním moskevském salónu. Následující rok vystavuje Malevič v rámci sdružení Oslí ocas, založeném Gončarovovou a Michailem Larionovem. V roce 1913 napsal spolu s Michailem Matuškinem a Alexejem Kručonychem Futuristický manifest a společně ve Finsku složili experimentální operu Vítězství nad sluncem, která měla ještě téhož roku premiéru v Petrohradě. Téhož roku obsadil legendární newyorskou výstavu Armory Show, legendární podnik, na němž bylo poprvé v USA vystaveno současné evropské a americké avantgardní umění. 

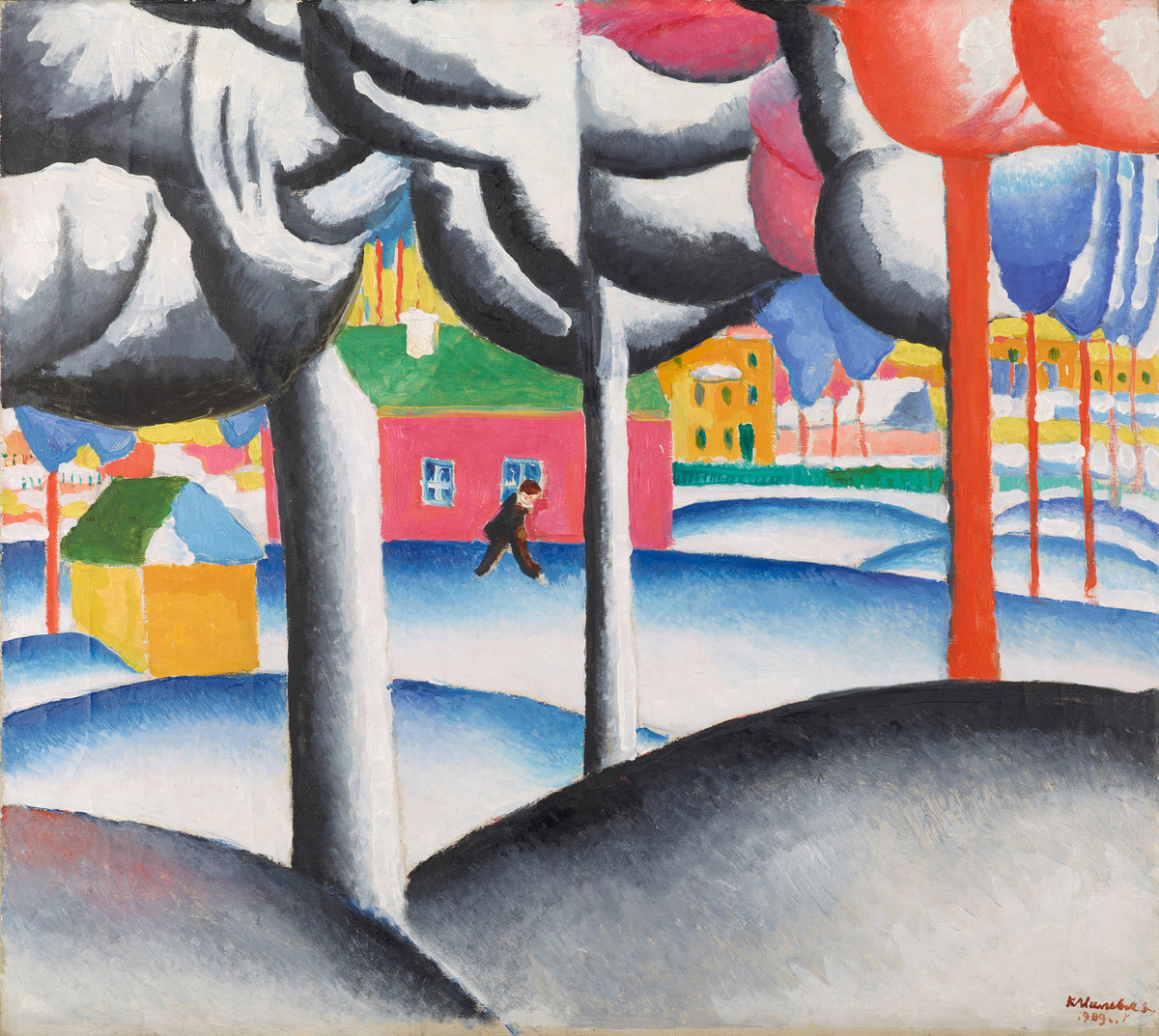
Zimní krajina, 48,5×54 cm, asi 1930 (antedatováno k 1909), Kolín n. Rýnem, Muzeum Ludwig

V roce 1914 poprvé vystavoval v zahraničí. Na pařížském Salónu nezávislých vystavil tři obrazy: Samovar, Dokonalý portrét Ivana Vasilieviče Klyuna a Ráno po bouři. Roku 1915 v Petrohradu poprvé vystavil své suprematické obrazy včetně proslulého Černého čtverce a napsal pojednání Od kubismu k suprematismu. Bezprostředně po Říjnové revoluci se Malevič stal na čas správcem státních kremelských uměleckých sbírek a začal vyučovat na uměleckých školách v Moskvě a Petrohradě. Roku 1918 navrhl scénu k Majakovského dramatu Mystérium buffo. Na pozvání malířů Věry Jermolajevové a El Lisického odjel následujícího roku učit na výtvarnou školu do Vitebsku, jejímž ředitelem byl Marc Chagall.
V roce 1920 se mu narodila dcera Una. Protože se bolševickým úřadům ve Vitebsku postupně stávalo umění avantgardních umělců nepřijatelné, odešel Malevič roku 1922 s většinou svých žáků do Petrohradu. Zde reformoval místní Muzeum umělecké kultury na Národní institut umělecké kultury (GINChUK), což byla pracovně-vzdělávací instituce, rozdělená do pěti kateder. Po úmrtí manželky se v roce 1925 potřetí oženil, tentokrát s Natálií Mančenkovou. Roku 1926 byl GINChUK v rámci tažení proti avantgardě zrušen. Lidový komisař pro vzdělání Anatolij Lunačarskij ho jmenoval zástupcem Leningradského institutu pro kulturu a umění v Německu. Malevič vycestoval počátkem roku 1927 a přes Polsko, kde byl s nadšením přijat, dorazil v dubnu do Dessau, kde sídlila výtvarná škola Bauhaus, vedená tehdy Waltrem Gropiem. Tato škola vydala v německém překladu jeho práci Nepředmětný svět. Vzhledem k politickým poměrům ve vlasti zvažoval Malevič emigraci. Rozhodl se pro návrat, ponechal však značnou část svých obrazů a spisů v Německu. Po návratu v červnu 1927 se vrátil do Státního institutu pro dějiny umění v Moskvě, kde byl zaměstnaný před odjezdem do Německa. Dva roky nato byl ale z místa propuštěn. Bylo mu umožněno pracovat dva týdny v měsíci v Kyjevském Uměleckém institutu. V roce 1930 byl malíř dokonce na 14 dní uvězněn a vyslýchán kvůli údajnému šíření podvratných názorů. Přesto byl rok nato pověřen vypracováním plánů na přestavbu secesního Rudého divadla v Petrohradu. V roce 1932 se v Petrohradu natrvalo usadil, když zde získal místo vedoucího výzkumné laboratoře v Ruském muzeu. Téhož roku byla jeho díla prezentována na putovní výstavě 15 let sovětského umění. V roce 1934 onemocněl rakovinou a přestal malovat. V posledním roce života bylo ještě v Petrohradu vystaveno pět jeho pozdních obrazů. Malevičův pohřeb hradilo město Petrohrad, pozůstalost získalo Ruské muzeum. Malíř byl pohřben poblíž svého venkovského sídla v Němčinovce u Moskvy.

## Dílo

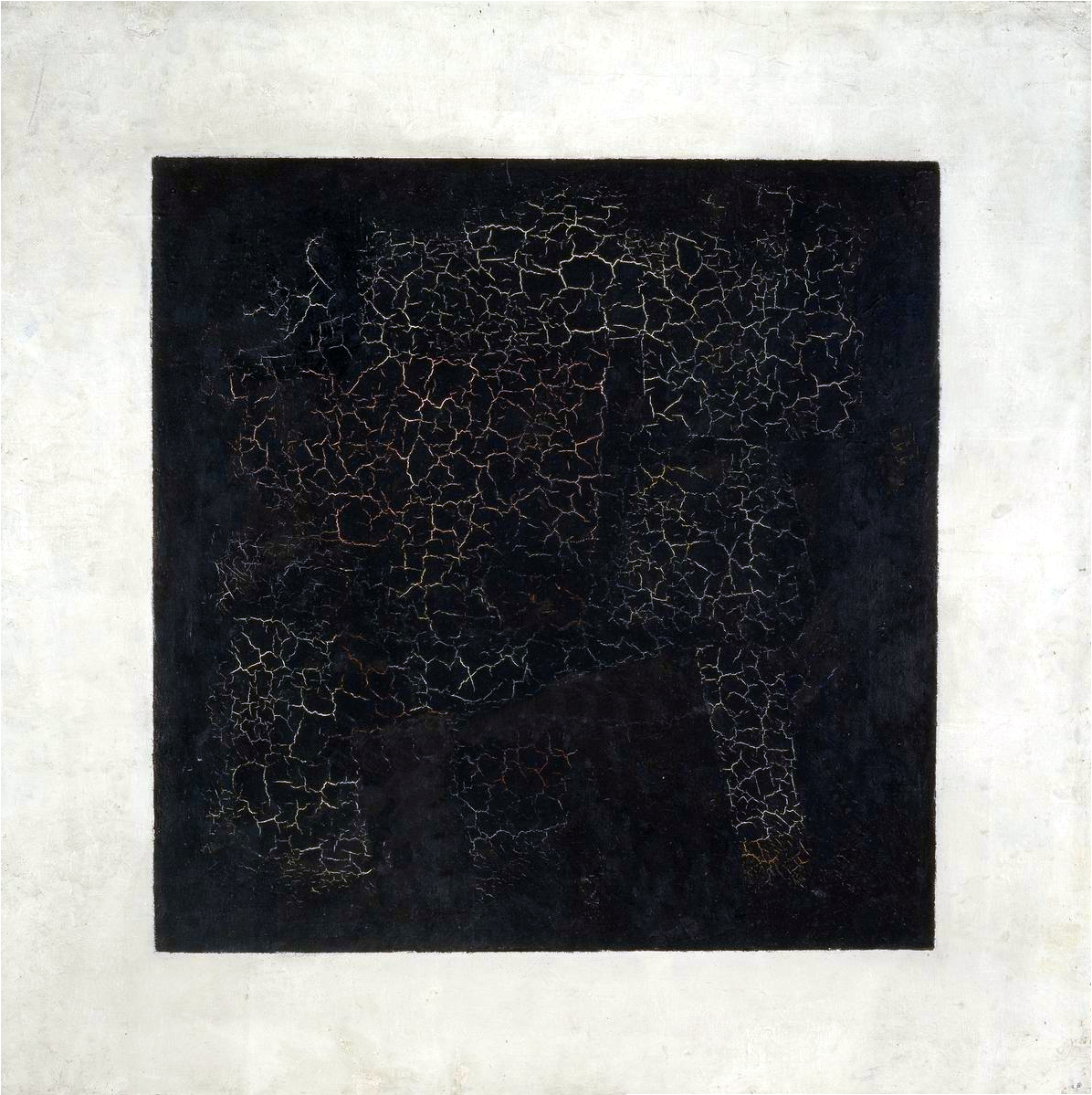
Černý čtverec, 1915, 79×79 cm, Tretjakovská galerie, Moskva

Malevičův umělecký vývoj probíhal v době, která byla pro evropské výtvarné umění převratná. Vstřebával do sebe podněty které přinášel nabismus, impresionismus, fauvismus, futurismus a kubismus. V období druhého ‚rolnického cyklu‘ (1928–1932) se Kazimir Malevič vrátil k figurativnímu malířství a dobovým tématům, zejména k zobrazování ukrajinské vesnice a rolníků (. Malevič nebyl v Rusku a později v Sovětském svazu solitérem. Tvořil v úzké spolupráci s dalšími ruskými avantgardními umělci. Díky ruským sběratelům obrazů byl v kontaktu se západoevropským uměním, evropské avantgardě byl znám.
Podle vlastních autobiografických textů Kazimira Maleviče právě v Konotopu namaloval svůj první obraz – Měsíční noc. Měl štěstí a obraz se tehdy prodal za poměrně slušnou sumu – pět rublů. „Od rána do večera jsem přemísťoval barvy, a tak plynuly dny, měsíce i roky,“ vzpomínal Malevič na toto období svého života.

Z počátku 20. století se dochovalo několik jeho obrazů, které vytvořil v duchu impresionismu, zejména pod vlivem Monetovým. Mezi roky 1911–1915 prošel několika tvůrčími obdobími. Obrazy z let 1911–1912 jsou zahrnovány do Malevičova primitivistického období. Jsou figurální, nápadně barevné s výraznými konturami. Zobrazují venkovany i obyvatele měst, jejich obličeje se blíží pravoslavným ikonám. V dalších dvou letech byl zaujatý futurismem a kubismem. Spolu s přáteli vytvořili z těchto dvou slohů osobitou syntézu nazývanou kubofuturismus.

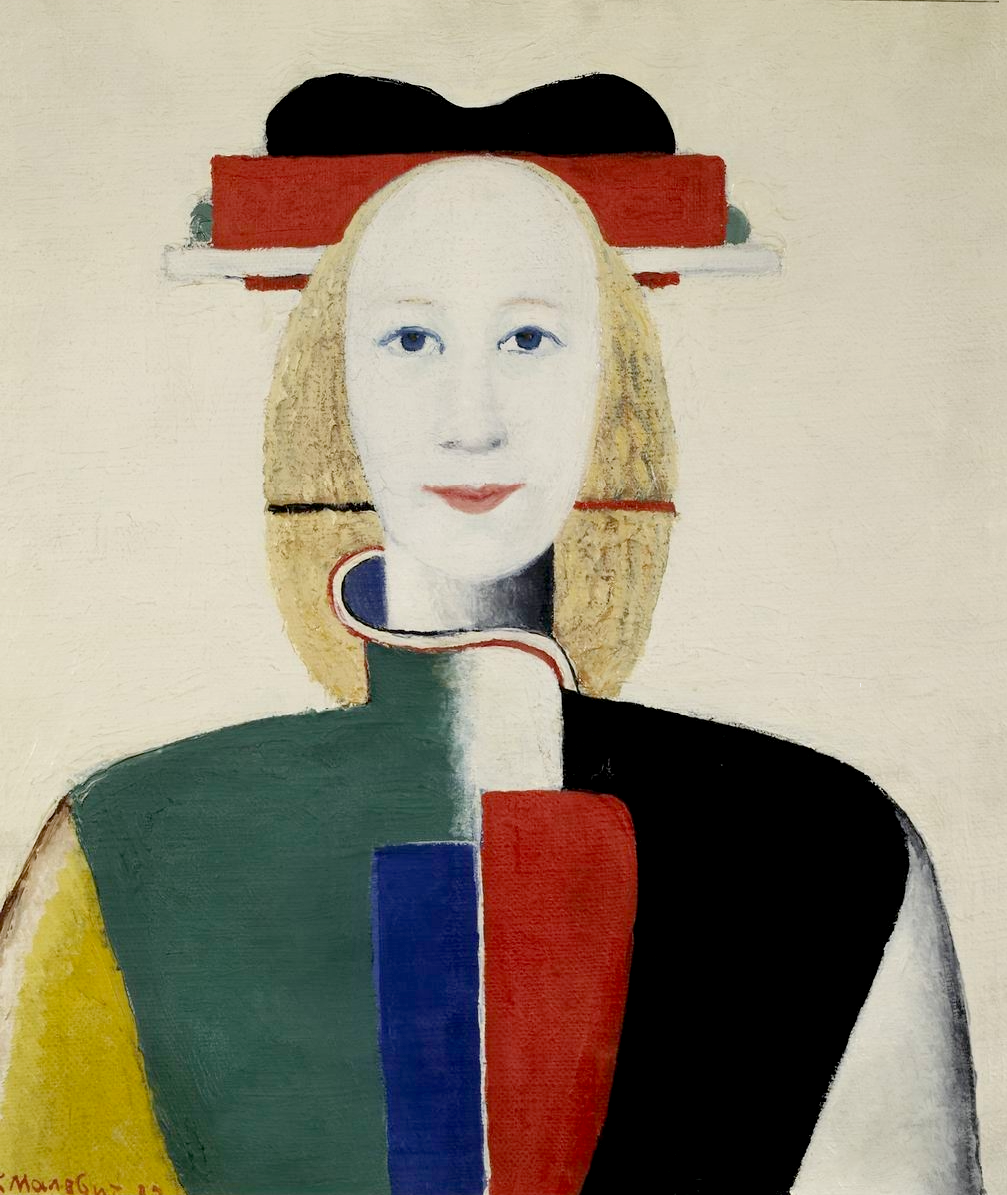
Dívka s hřebenem ve vlasech, 35,5×31 cm, 1932–1933, Tretjakovská galerie, Moskva

Už v průběhu roku 1914 se Malevič postupně odvrací od kubistických konstrukcí a začíná vytvářet kompozice složené z kruhů, trojúhelníků a čtverců. V roce 1915 poprvé vystavil legendární obraz Černý čtverec, který měl podle jeho tvrzení vzniknout už o dva roky dříve. Tímto obrazem se rodí umělecký sloh, který sám Malevič nazval suprematismus. Vznikl z kubismu a vyjadřoval vůli překonat předmětný svět a touhu po transcendentnu. Podobně jako mnoho malířů po něm došel tehdy Malevič podle svého přesvědčení na hranice předmětné malby. „Když jsem se roku 1913 pokoušel v zoufalé snaze osvobodit umění od zbytečného břemene předmětnosti, nalezl jsem nakonec útočiště ve formě čtverce a vystavil jsem obraz představující pouze černý čtverec na bílém pozadí,“ napsal Malevič. Termín suprematismus je odvozen od slova supremace – převaha. Podle Maleviče měly obrazové prostředky, tj. forma a barva, převahu nad zobrazováním viditelného světa jevů. V pozadí Malevičova obratu nalezneme i určité romantické rysy, když hovoří o supremaci čistých pocitů. Tyto svoje názory formuloval v publikaci Nepředmětný svět.
Na konci 20. let – jistě i v důsledku politických poměrů – se Malevič k figurativní malbě opět vrátil. Maluje venkovany, uniformní postavy bez tváří a někdy bez rukou. Vyjadřuje tím beznaděj a bezvýchodnost, která na ruský venkov dopadla v průběhu kolektivizace. Chronologie obrazů tohoto období není vždy jistá, protože malíř mnohé z nich antedatoval do prvního desetiletí 20. století.
Malevič se také, přibližně od roku 1923, zabýval architekturou. Vytvářel architektony, což byly většinou sádrové modely domů, sídlišť, dokonce i vesmíru. Tyto jeho práce však nenalezly příznivé přijetí ani u architektů Bauhausu, ani u kolegů z kruhů ruské avantgardy.

## Galerie

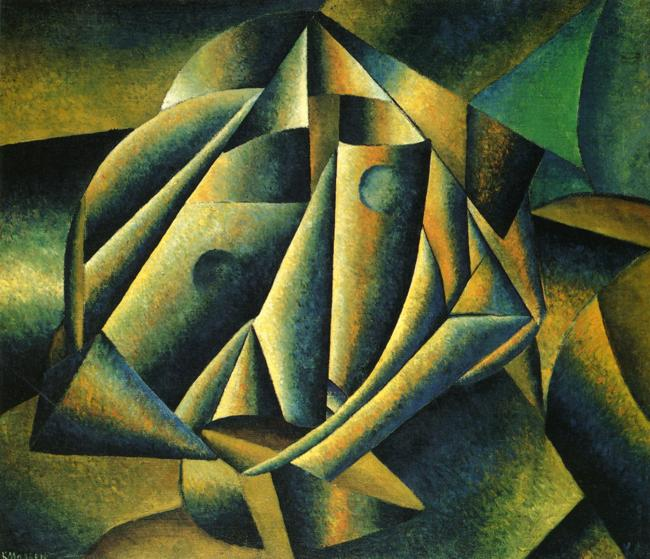
Hlava selky, 80×95 cm, 1912–1913, Stedelijk Muzeum, Amsterdam
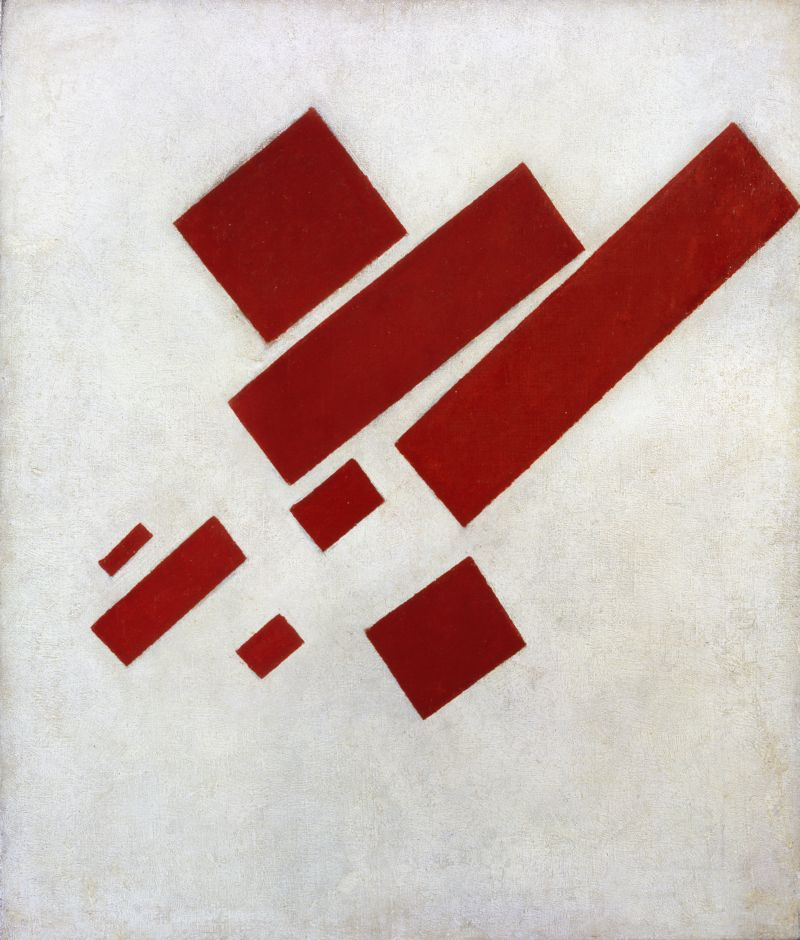
Osm obdélníků, 57,5×66,5 cm, 1915, Stedelijk Muzeum, Amsterdam
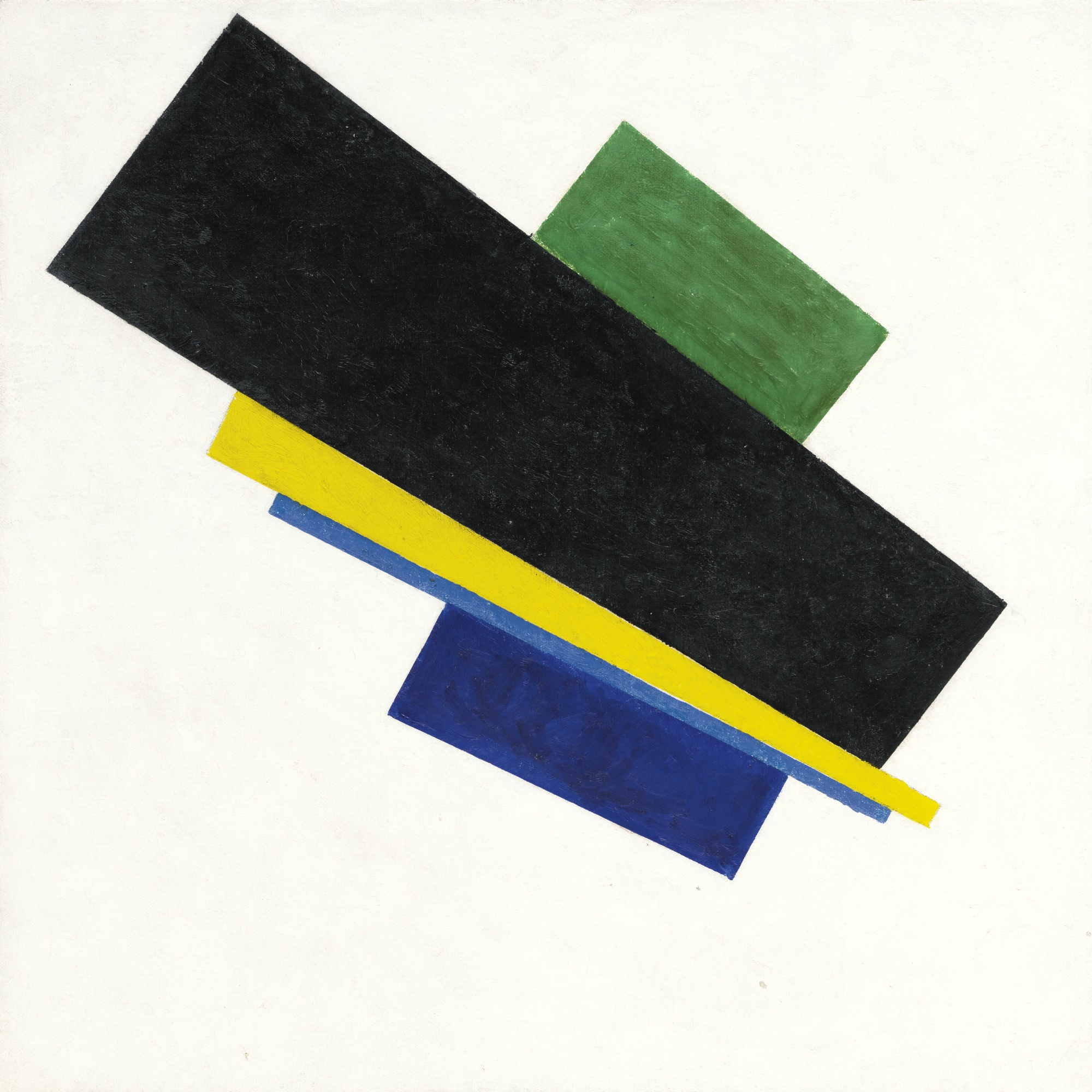
Suprematismus, 18. provedení, 53×53 cm, 1915, Stedelijk Muzeum, Amsterdam
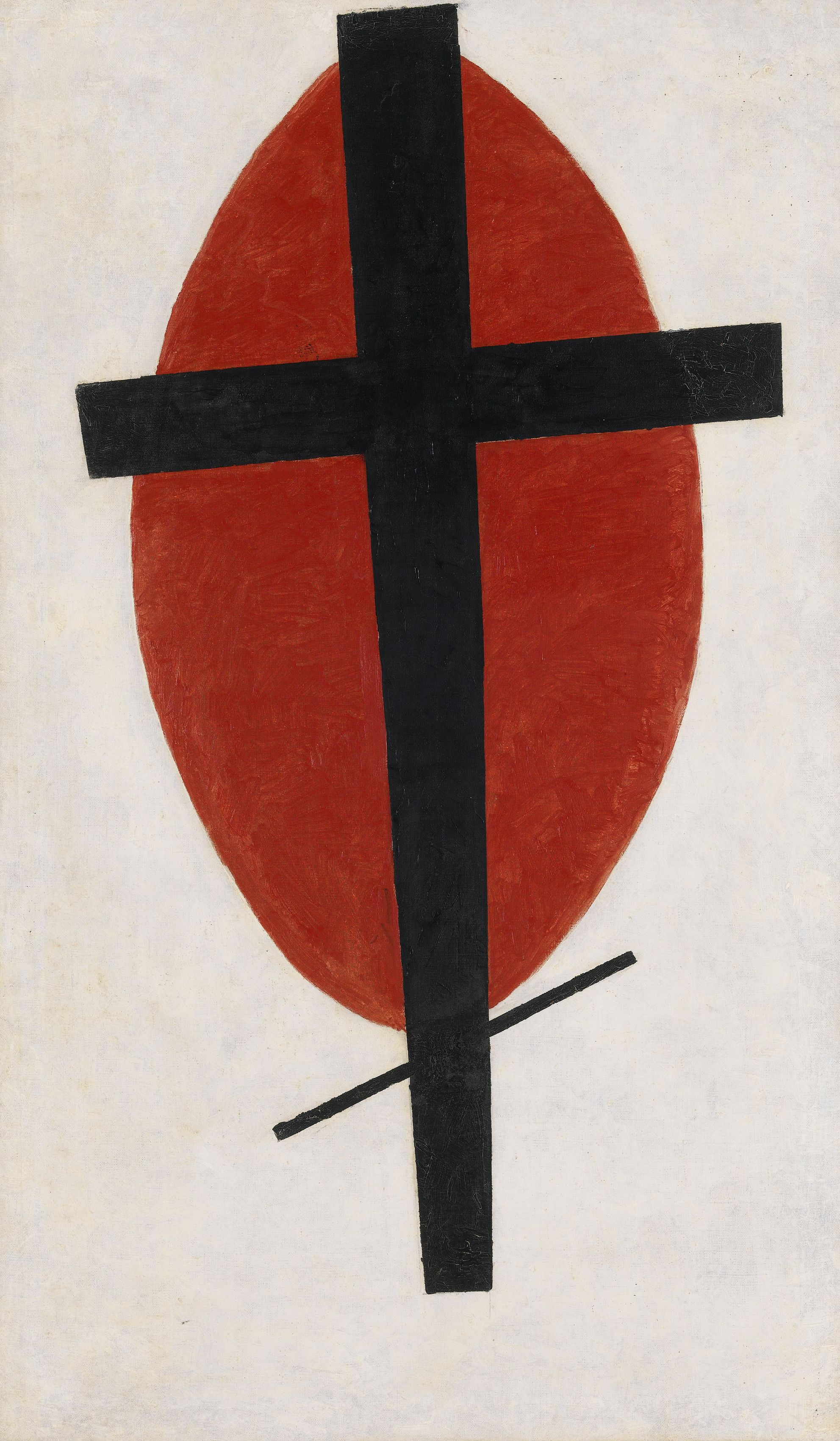
Suprematismus (Černý kříž na červeném oválu), 100,5×60 cm, 20. léta, Stedelijk Muzeum, Amsterdam
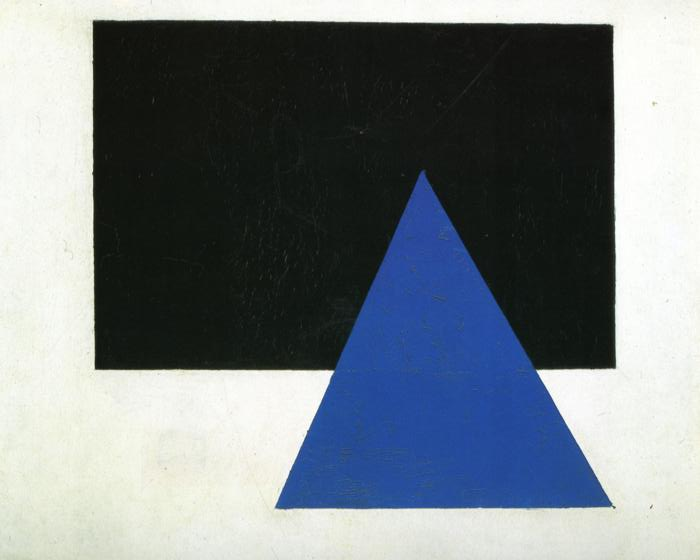
Suprematismus s modrým trojúhelníkem a černým obdélníkem, 57×66,5 cm, 1915, Stedelijk Muzeum, Amsterdam
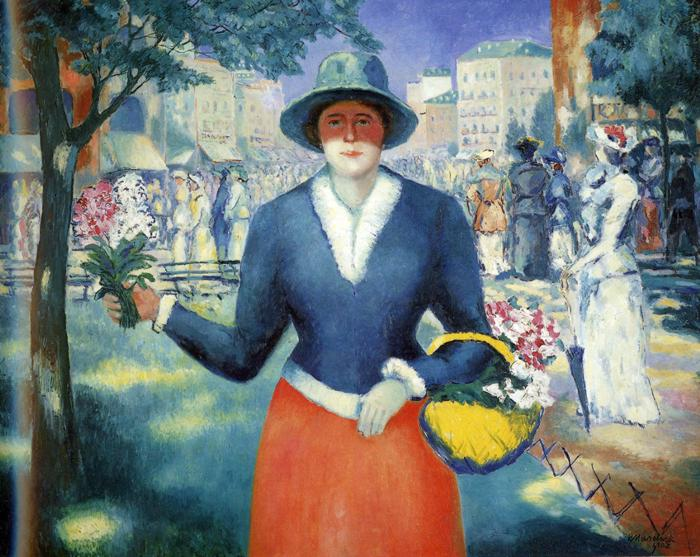
Dívka s květinami, 80×100 cm, pozdní 20. léta, antedatováno do 1903, Státní ruské muzeum, Petrohrad